# Endopsammia regularis
Espèce
Statut CITES
Endopsammia regularisi est une espèce de coraux appartenant à la famille des Dendrophylliidae.